# Emanuel de Witte
Emanuel de Witte (Alkmaar, 1617 – Amsterdam, 1692) was een Nederlandse schilder en tekenaar behorend tot de Hollandse School. Hij is vooral bekend vanwege zijn vele, soms niet (geheel) overeenkomstig de realiteit gecomponeerde kerkinterieurs. In tegenstelling tot andere schilders van kerkinterieurs, die het interieur zeer nauwkeurige weergaven, wist De Witte door een gezocht, maar toch schilderkunstig effect een geheel nieuw aspect aan dit onderwerp te geven: hij plaatste figuren in een zonnige belichting.

## Levensloop

### Delft
Emanuel de Witte was de zoon van een schoolmeester; verder is er weinig over zijn jeugd bekend. Hij trad in 1636 toe tot het Sint Lucasgilde in Alkmaar en schilderde mythologische of religieuze voorstellingen en portretten. Hij was van 1637 tot 1639 in de leer bij de Delftse schilder Evert van Aelst. Vervolgens werkte hij twee jaar in Rotterdam. Van 1640 tot 1651 werkte De Witte in Delft en maakte voornamelijk speelschulden; er zijn relatief weinig schilderijen uit die tijd bekend. De Witte trouwde met Geertje Ariaens van de Velde en het paar kreeg twee kinderen, beiden gedoopt in de Oude kerk. In Delft woonde hij eenvoudig: eerst in de Choorstraat en later huurde hij een goedkoop huis aan de Nieuwe Langendijk.

### Amsterdam
In 1651 vestigde De Witte zich in Amsterdam op de N.Z. Voorburgwal, toen de blommarkt. In 1655 stierf zijn vrouw. De Witte hertrouwde in datzelfde jaar met de 23-jarige Lysbeth Lodewycx van der Plass. Lysbeth bleek een slechte invloed te hebben op zijn dochter Jacomijntje. De beide vrouwen werden in 1658 aangeklaagd wegens herhaaldelijke diefstal bij de buren. Het was hun gelukt om over de schutting, om via het dak of door een gat in de muur in de woning van een kapitein te komen. De zwangere Lysbeth werd te kaak gesteld en vervolgens voor zes jaar uit de stad verbannen; Jacomijntje werd voor een jaar opgesloten in het Spinhuis. Zijn vrouw die in een hutje buiten de Tweede St Antoniespoort leefde, liet in het jaar daarop hun kind in een schuilkerk dopen. Toen zij stierf in 1663 is ze plechtig de kerk ingedragen: op een zwarte baar met roef. Emanuel de Witte verkocht zijn meubels en kreeg onderdak in de Kloveniersdoelen, dankzij zijn contacten en invloedrijke afnemers.
Emanuel de Witte, die in voortdurende geldnood verkeerde, ging in 1660 een verbintenis aan met het echtpaar Joris de Wijse, een notaris, en Adriana van Heusden. Zij zouden de geniale schilder kost en inwoning verschaffen en jaarlijks achthonderd gulden uitbetalen, maar daarvoor al het werk van De Witte in handen krijgen. Natuurlijk moest hij haar ook schilderen. Toen hij in 1663 verhuisde nam hij echter vier schilderijen mee. In 1664 had hij een dergelijke schikking getroffen met Laurens Douey. In 1669 spande Adriana, middels haar nieuwe echtgenoot, een proces tegen De Witte aan om de vier schilderijen terug te krijgen.
Emanuel de Witte heeft de Oude Kerk vanuit bijna alle hoeken geschilderd en de kerkmeesters moeten hem goed hebben gekend. De Witte maakte schetsen en schilderde thuis. In de kerk was het veel te druk en had hij waarschijnlijk te veel bekijks. Het orgel, de kroonluchters en de balken liet hij weg of verplaatste hij, al naargelang zijn ideeën over de compositie. De Witte gaf nooit het front van het orgel een plaats in zijn schilderijen: in het schilderen van de orgelpijpen had hij geen zin.
De Witte kon raar uit de hoek komen, waardoor ook potentiële klanten of vakbroeders, zoals Gerard de Lairesse werden afgeschrikt. Nadat hij ruzie kreeg met de schoonzoon van Michiel de Ruyter sneed hij het bestelde schilderij met een mes in stukken.
In 1678 schilderde de Witte een genrestuk, dat verdacht veel lijkt op een schilderij van Gabriel Metsu, waarop een gezelschap, de familie Hinlopen, staat afgebeeld. Het schilderij bevindt zich tegenwoordig in de Alte Pinakothek.
De Witte leerde de neef van zijn huisbaas in Delft, Pieter van der Vin (overleden 1655) het schilderen. 1687 of later leerde hij het vak aan Hendrik van Streeck, bij wie hij tijdelijk inwoonde.
Arnold Houbraken schrijft dat Emanuel de Witte zelfmoord pleegde nadat de huisbaas de huur opeiste. De Witte was van plan zich aan de leuning van de Korsjespoortbrug op te hangen, maar het touw brak en de oude man viel in het Singel. Omdat die avond een strenge vorst inviel, werd zijn lijk eerst elf weken later - nadat de dooi was ingetreden - gevonden bij de Haarlemmersluis.

## Galerij

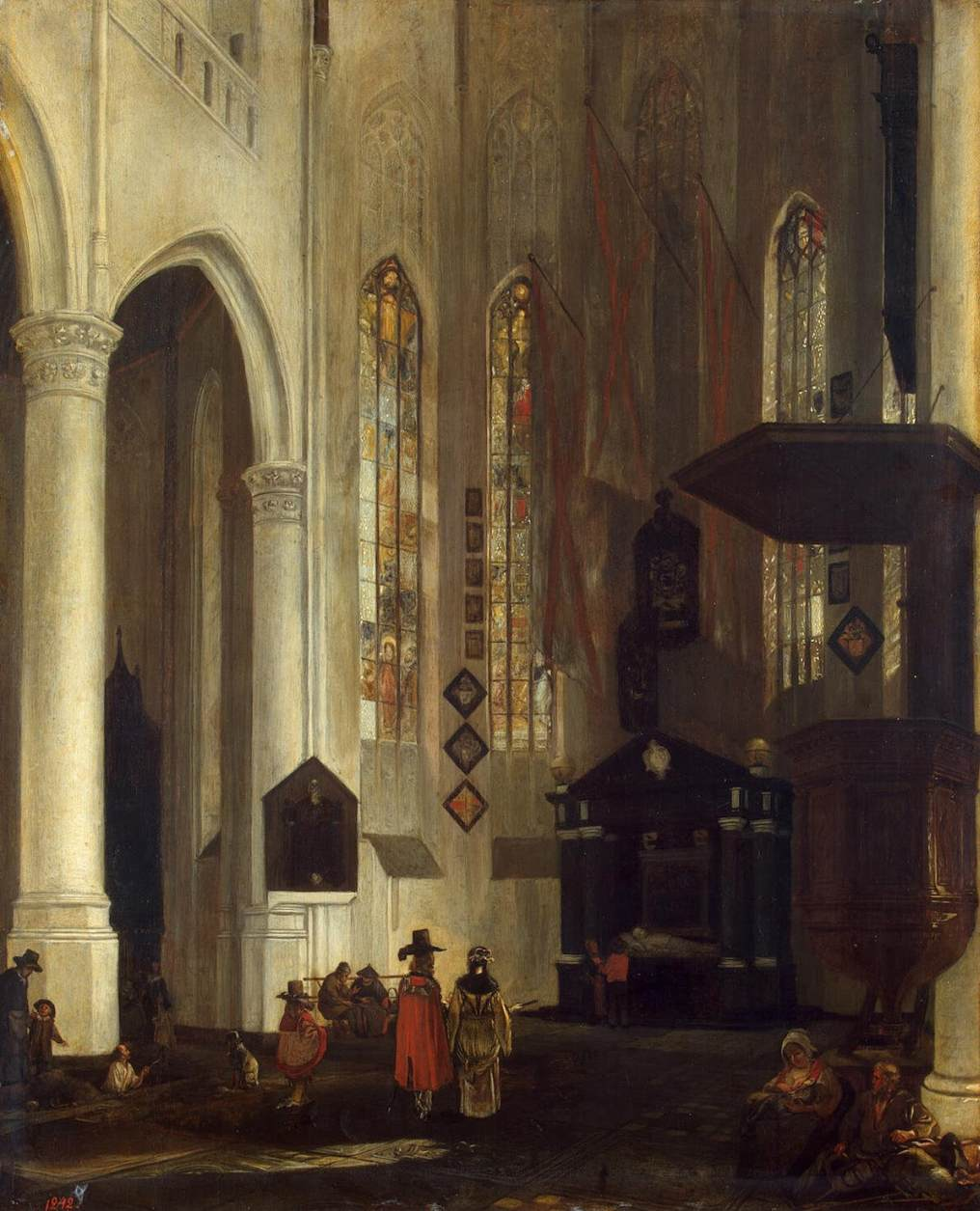
Oude Kerk te Delft met graftombe van Piet Hein, Hermitage, Sint-Petersburg
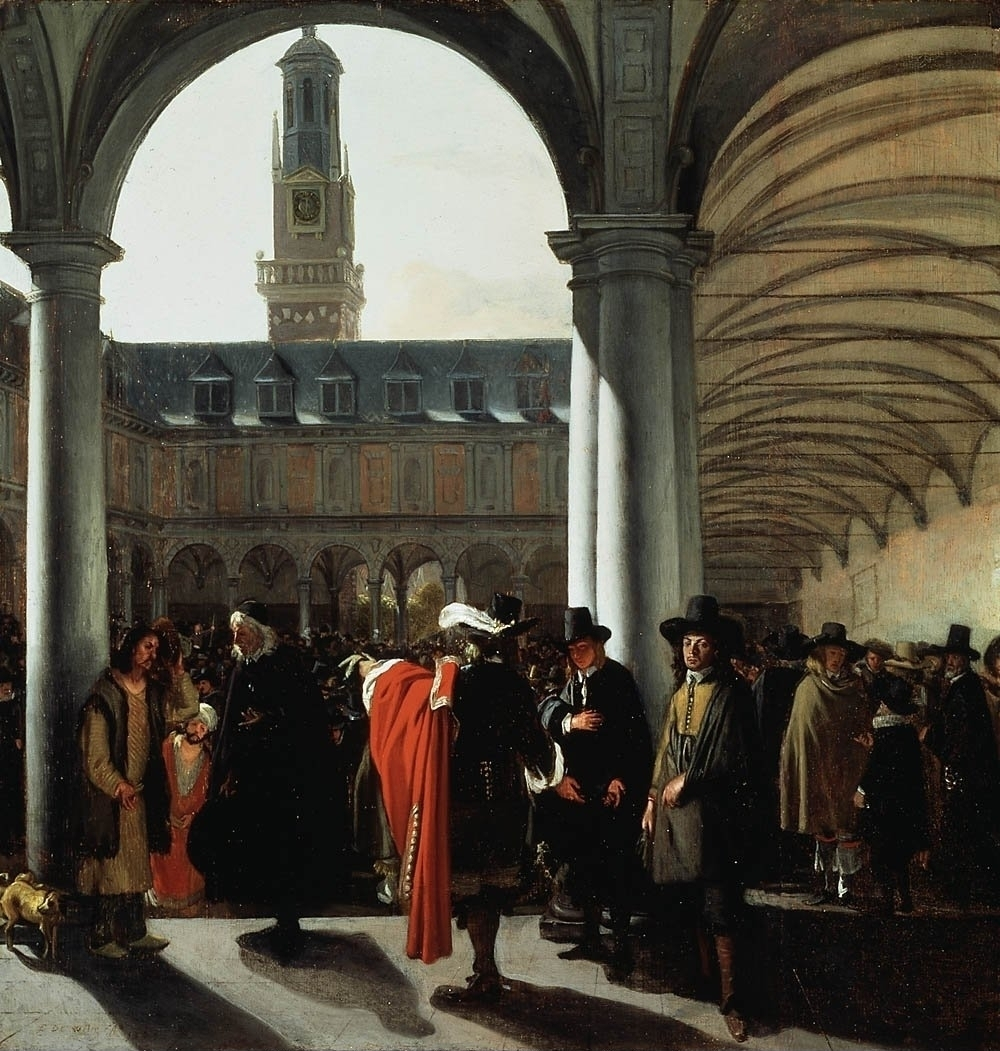
De binnenplaats van de beurs in Amsterdam, 1653, Museum Boijmans Van Beuningen, Rotterdam
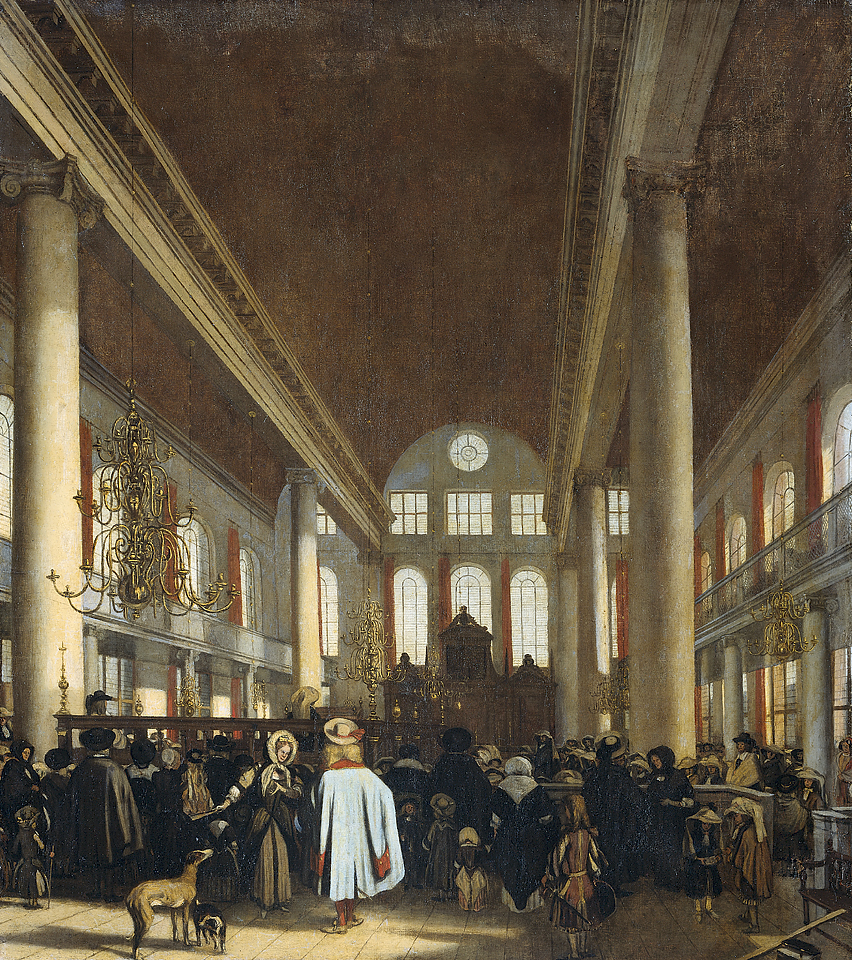
Interieur van de Portugese synagoge te Amsterdam, ca. 1680, Rijksmuseum, Amsterdam
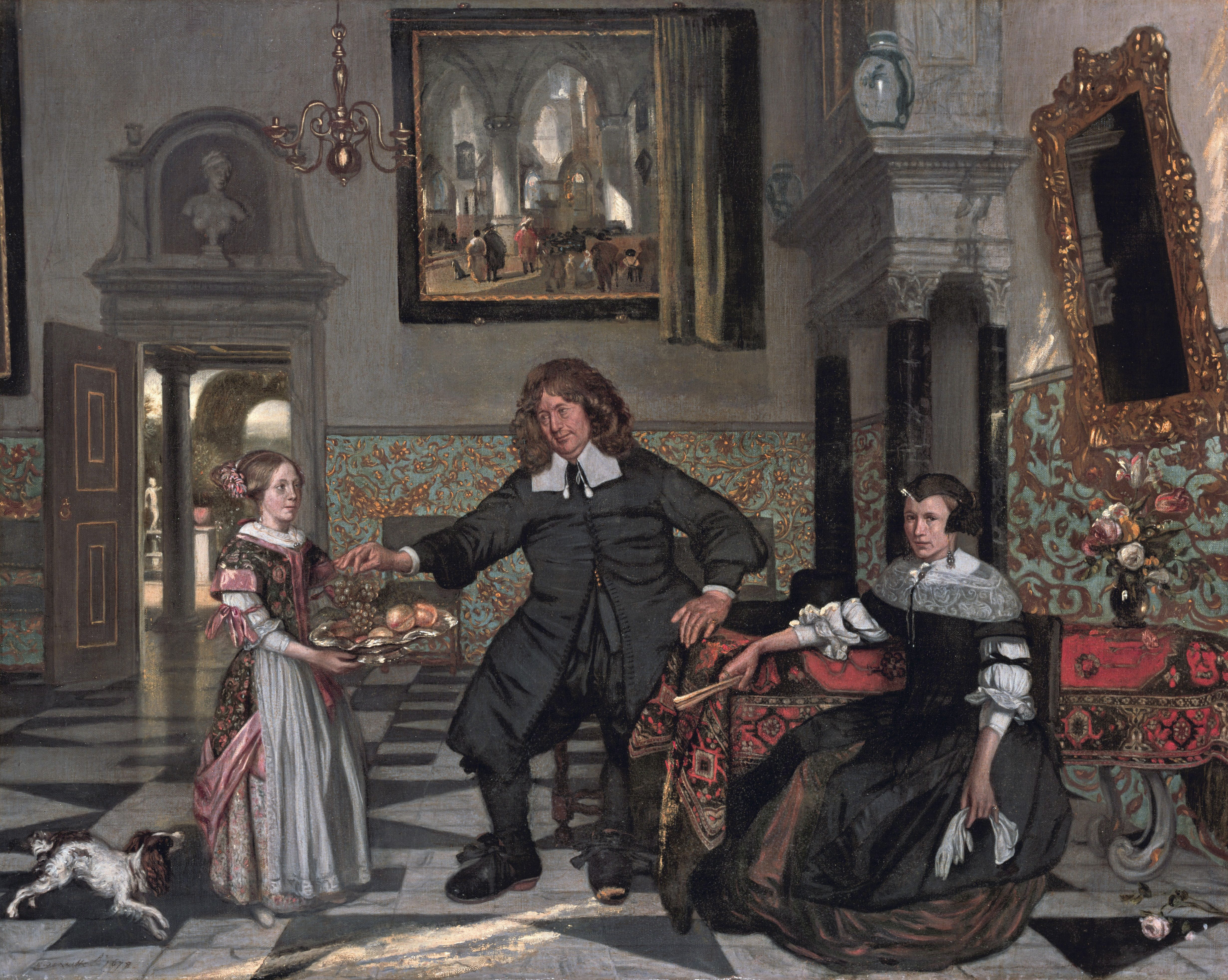
Portret van een familie in een interieur, 1678, Alte Pinakothek, München

- Biblioteca Nacional de España: XX1719361
- Bibliothèque nationale de France: cb14492160w (data)
- Biografisch Portaal: 70260141
- Digitale Bibliotheek voor de Nederlandse Letteren: witt112
- Gemeinsame Normdatei: 118634151
- International Standard Name Identifier: 0000 0000 8258 5639
- KulturNav: fabaed10-7a11-4ab9-9d5d-ed95cd21f09e
- Library of Congress Control Number: no99039098
- Nationale Bibliotheek van Letland: 000208026
- Nationale Bibliotheek van Tsjechië: ola2002161332
- Nationale Bibliotheek van Israël: 987007509740805171
- Nederlandse Thesaurus van Auteursnamen: 069393389
- RKD-Nederlands Instituut voor Kunstgeschiedenis: 85180
- Système universitaire de documentation: 158271769
- Union List of Artist Names: 500025645
- Virtual International Authority File: 69722781
- WorldCat: E39PBJwCY4f7hCKJf7QhxR69Xd